# Chalandamarz

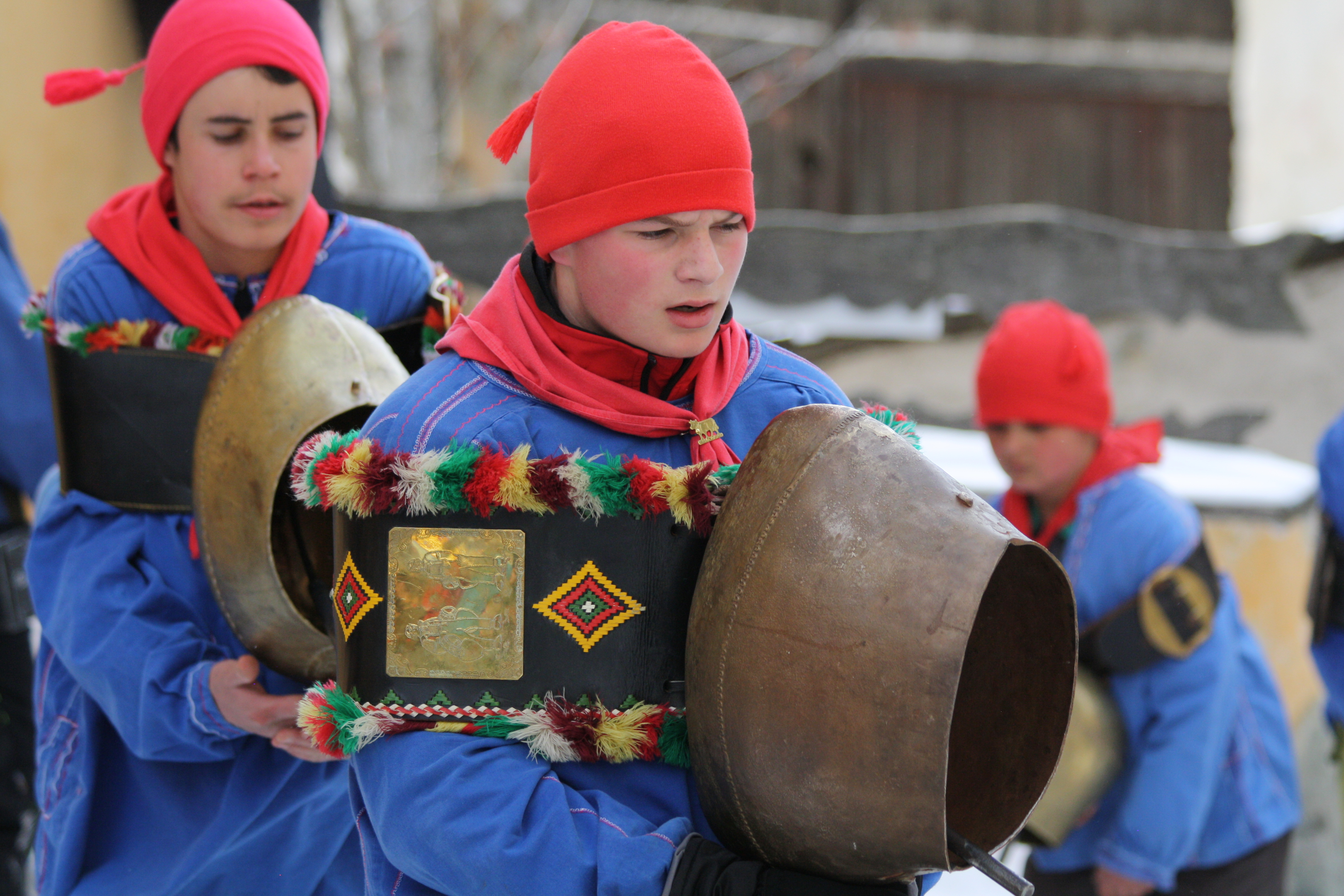
Chalandamarz en 2017.

Le Chalandamarz [tɕɐˌlandɐˈmarts] est une fête célébrée le 1er mars dans les régions romanches et italophones du canton suisse des Grisons, plus particulièrement dans l'Engadine. Remontant à l'époque romaine, elle est une tradition vivante de Suisse. Les enfants des villages saluent la fin de l'hiver par des volées de cloches.

## Historique et étymologie
La fête peut être retracée jusqu'au temps de la province romaine de Rhétie[réf. nécessaire]. Elle a pour fonction symbolique de chasser l'hiver et ses esprits mauvais et de débuter le printemps sous des auspices favorables.
Chalandamarz en est le nom dans les dialectes de l'Engadine (le vallader et le putèr) et le plus usité à l'époque contemporaine.   Elle porte le nom de calondamars(a) ou -marza dans le dialecte surmirien (en) du val d'Albula ou de calendamarz / calentmarz dans les vallées lombardophones du sud. Tous proviennent du terme de langue romanche « chalanda marz » qui signifie la « calende de mars » (soit le premier jour du mois de mars, début de l'année romaine).

## Description
Pratiquée en Engadine, dans le Münstertal, le val Bregaglia, le val Mesolcina, le val Poschiavo, les régions d'Albula et de l'Oberhalbstein, la fête connaît des variantes locales.  
La constante est que les enfants, en costumes traditionnels — blouse de paysan, bonnet de nuit —, se regroupent le matin sur les places centrales munis de cloches de toutes tailles, et parfois de fouets. De là, ils parcourent le village en chantant et en faisant sonner leur cloche. Une ancienne tradition les voyait frapper de maison en maison, pour réclamer nourriture ou argent. 

« Chalandamarz, chaland'avrigl
laschai las vachas our d'uigl,
cha l'erba crescha
e la naiv svanescha. »

À Zuoz et Samedan, seuls les garçons participent à ces processions, les filles s'occupant de la préparation du souper et du bal du soir. Parfois, les enfants se partagent en deux groupes, les « vaches » qui portent les cloches, et les « pasteurs ».  À Scuol est organisé un concours du meilleur manieur de fouet. À Ftan les garçons frappent les filles avec des vessies de porc gonflées. À Poschiavo et à Misox, la fin de l'hiver est symbolisée par l'immolation sur un bûcher d'une effigie de bonhomme de neige. Le cortège peut être conduit par les garçons les plus âgés, qui quittent l'école l'année suivantes, les patruns (« patrons, maîtres »).

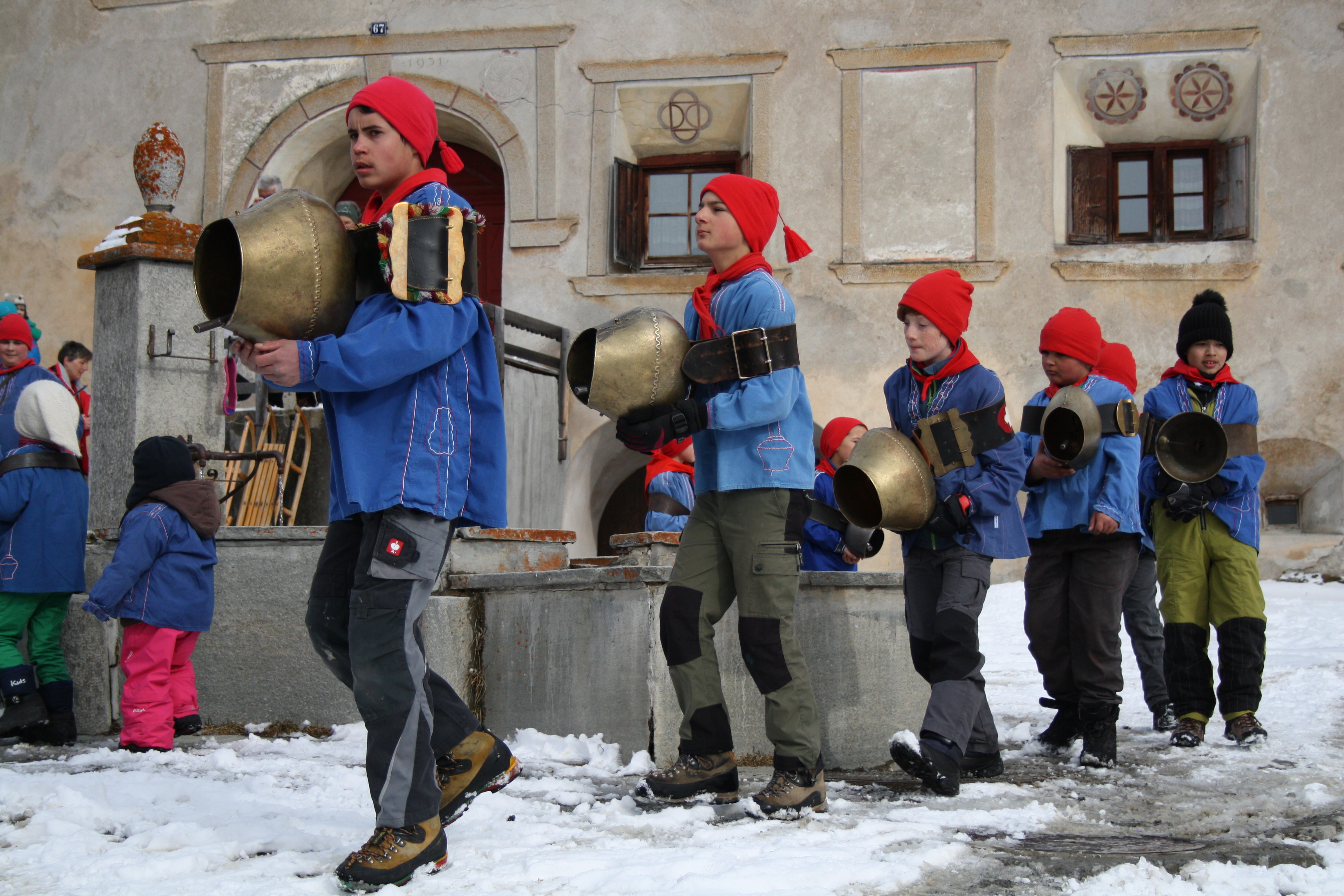
Chalandamarz en 2017.

La plupart des types de cloches utilisées porte un nom spécifique :  
- talocs : petites cloches, encore portées par les vaches dans les pâturages d'Engadine.
- plumpas : grandes cloches, en bronze ou en laiton
- maruns : cloches rondes souvent noires, en acier, pouvant atteindre un diamètre de cinquante centimètres
- brunzinas : en laiton, réservées aux filles dans certains villages
- zampuogns : lourdes cloches, en bronze et en laiton, au son grave mais clair
- rouleaux formés de cloches, portés en ceinture par les patruns

## Divers

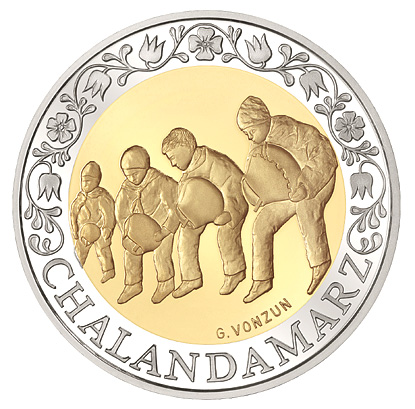
Pièce de 5 francs suisse de 2003

Le peintre et illustrateur Alois Carigiet (1902-1985) dépeint la fête dans ses illustrations de livres pour enfants Schellen-Ursli (Une cloche pour Ursli).
La Monnaie de la Confédération suisse a frappé en 2003 une pièce rendant hommage à la chalandamarz, dessinée par l'artiste Gian Vonzun.